# Каратал (район Шал акына)
Каратал (каз. Қаратал) — село в районе Шал акына Северо-Казахстанской области Казахстана. Административный центр Аютасского сельского округа. Код КАТО — 595635100.

## География
Село расположено на берегу Сергеевского водохранилища.

## Население
В 1999 году численность населения села составляла 701 человек (365 мужчин и 336 женщин). По данным переписи 2009 года, в селе проживало 573 человека (298 мужчин и 275 женщин).